# Gare de Kapuvár
La gare de Kapuvár (en hongrois : Kapuvár vasútállomás) est une halte ferroviaire hongroise, située à Kapuvár.